# تالار مشاهیر بسکتبال
تالار مشاهیر بسکتبال نیسمیت مموریال (Basketball Hall Of Fame) تأسیس ۱۹۶۸ نام تالاریست که در آن مفاخر و مشاهیر بسکتبال در تاریخ و جهان در آن ثبت و گرامی داشته می‌شوند.
این تالار در ماساچوست قرار دارد.
تالار مشاهیر بسکتبال زنان در شهر ناکسویل قرار دارد.